# 石码杨氏大夫第
石码杨氏大夫第，位于中国福建省龙海市石码镇下庵路，清光绪甲辰年（1904年）建，坐北朝南，总面积约1700平方米，建筑面积666平方米。前后三进，面阔三间，东西两列护厝。其中二进大厅为“述志堂”，三进为西洋式二层楼房“开心楼”（又名梳妆楼），并有书房、暖阁、客房、仓库、花园、鱼池、假山、拱桥、猴洞等。2009年11月16日公布为第七批福建省文物保护单位。